# Il vero omaggio
Il vero omaggio è una cantata del compositore italiano Gioachino Rossini.

## Storia
Il vero omaggio fu composto da Rossini in occasione del Congresso della Santa Alleanza, svoltosi a Verona nel 1822, su commissione del principe viennese Klemens von Metternich, per celebrare l'incontro appunto dei sovrani e dignitari europei convenuti nella città veneta a delineare i destini del continente. 
La cantata, su testo di Gaetano Rossi, fu così eseguita per la prima volta al Teatro Filarmonico di Verona il 3 dicembre 1822. 
Alla prima assoluta parteciparono i noti cantanti Giovanni Battista Velluti e Filippo Galli.
Gran parte della musica proveniva dalla cantata napoletana La riconoscenza, mentre altri brani provenivano dalle opere Ricciardo e Zoraide e Bianca e Falliero. Solo la Cavatina del Genio e la stretta del Finale sono di nuova composizione.
Il vero omaggio verrà poi presentato, dopo più di un secolo, al Festival Rossini in Wildbad 1997 nel Kursaal con William Matteuzzi e Angelo Manzotti sotto la direzione di Herbert Handt per un CD Bongiovanni e poi nel Rossini Opera Festival di Pesaro del 2004 in prima esecuzione assoluta nell'edizione critica della Fondazione Rossini, presso il Teatro Rossini.

## Cast della prima assoluta
| Ruolo              | Registro vocale | Interprete                |
| ------------------ | --------------- | ------------------------- |
| Genio dell'Austria | tenore          | Gaetano Crivelli          |
| Alceo              | castrato        | Giovanni Battista Velluti |
| Elpino             | basso           | Filippo Galli             |
| Fileno             | tenore          | Luigi Campitelli          |
| Argene             | soprano         | Adelaide Tosi             |

## Numeri musicali
- 1 Introduzione Ah! ti rende il cielo omai (Argene, Alceo, Coro)
- 2 Cavatina Al conforto inaspettato (Alceo)
- 3 Duetto È ardito il tuo pensiero (Argene, Alceo)
- 4 Terzetto In giorno sì bello (Fileno, Alceo, Argene)
- 5 Coro Sì puro e fulgido
- 6 Cavatina Gratitudine cara ai celesti (Elpino, Coro)
- 7 Cavatina De' gigli nel candor (Argene)
- 8 Coro Di quel soglio di tue glorie
- 9 Cavatina Debellai nemici alteri (Genio, Coro)
- 10 Quintetto Grande e Finale L'Adige esulti omai (Genio, Elpino, Alceo, Argene, Fileno)